# Mohammad Bágherí
Mohammad Báqerí (persky محمد باقری‎, rodným jménem Mohammad Hosejn Afšardí‎; 1960 Teherán – 13. června 2025 Teherán) byl generálmajor Islámských revolučních gard, mezi roky 2016 a 2025 náčelník Generálního štábu Ozbrojených sil Íránské islámské republiky.

## Osobní život
Narodil se do ázerbájdžánské rodiny v Teheránu. Jeho starší bratr Hasan byl zabit v boji v lednu 1983 během irácko-íránské války.
Zemřel v časných ranních hodinách 13. června 2025 spolu se svou dcerou Ferešteh Bághérí v Teheránu při izraelském náletu.

## Kariéra
Svou vojenskou kariéru zahájil v roce 1980 vstupem do Islámských revolučních gard. Zúčastnil se irácko-íránské války.
V červnu 2016 nahradil Hasana Fírúzábádího ve funkci náčelníka Generálního štábu Ozbrojených sil Íránské islámské republiky.
V říjnu 2017 navštívil íránské jednotky v guvernorátu Aleppo v severní Sýrii.
V únoru 2022 podle agentury Reuters prohlásil, že Írán bude pokračovat v rozvoji svého balistického programu, a to jak „z hlediska kvantity, tak kvality“. V říjnu téhož roku Bílý dům uvedl, že íránské jednotky se nacházejí na Krymu, kde pomáhají Rusku při provádění dronových útoků. Báqerí dohlížel na dodávky dronů.
Dne 3. prosince 2023 během setkání v Bagdádu naznačil, že Írán by mohl pomoct při snaze o vyhnání amerických sil z regionu.
V dubnu 2025 se setkal v Teheránu se saúdskoarabským ministrem obrany Chálidem bin Salmán Ál Saúdem. Jednalo se o nejvýznamnější jednání mezi oběma zeměmi za poslední desítky let.

## Sankce
Ministerstvo financí Spojených států amerických jej v roce 2019 zařadilo na svůj sankční seznam. V roce 2022 na něj kanadská vláda uvalila sankce za porušování lidských práv v Íránu. Téhož roku na něj uvalila sankce také Evropská unie za dodávky dronů Rusku během ruské invaze na Ukrajinu.